# Större dagsvärmare
Större dagsvärmare, Macroglossum stellatarum är en fjärilsart som beskrevs av Carl von Linné 1758. Större dagsvärmare ingår i släktet Macroglossum och familjen svärmare, Sphingidae. Arten migrerar varje år söderut under vintern. Den fullt utvecklade insekten har en vingbredd på mellan 45 och 50 millimeter. Larven lever till största delen på måror och förpuppas i en markliggande kokong (spunnen).
Större dagsvärmare har en lång snabel och kan hovra i luften medan den suger nektar och ger då ifrån sig ett surrande ljud som påminner om kolibrins. Arten är dagaktiv, i synnerhet i starkt solsken, men även i gryning och skymning. Den har även setts flyga när det regnar, vilket är ovanligt för dagaktiva svärmare.
Det har gjorts flera studier av den större dagsvärmarens synförmåga, och det har påvisats att den har en ganska god förmåga att lära sig färger.

## Större dagsvärmare i Sverige
Större dagsvärmare är en migrerande art som varje år kommer in i Sverige söderifrån. Arten kan komma ända upp till Norrland om sommaren är varm och är funnen från Skåne till Lule lappmark. Den parar sig tidigt och kan få avkomma som kan påträffas i Sverige på sensommaren. Den kan ej övervintra i Sverige.  

## De fyra stadierna

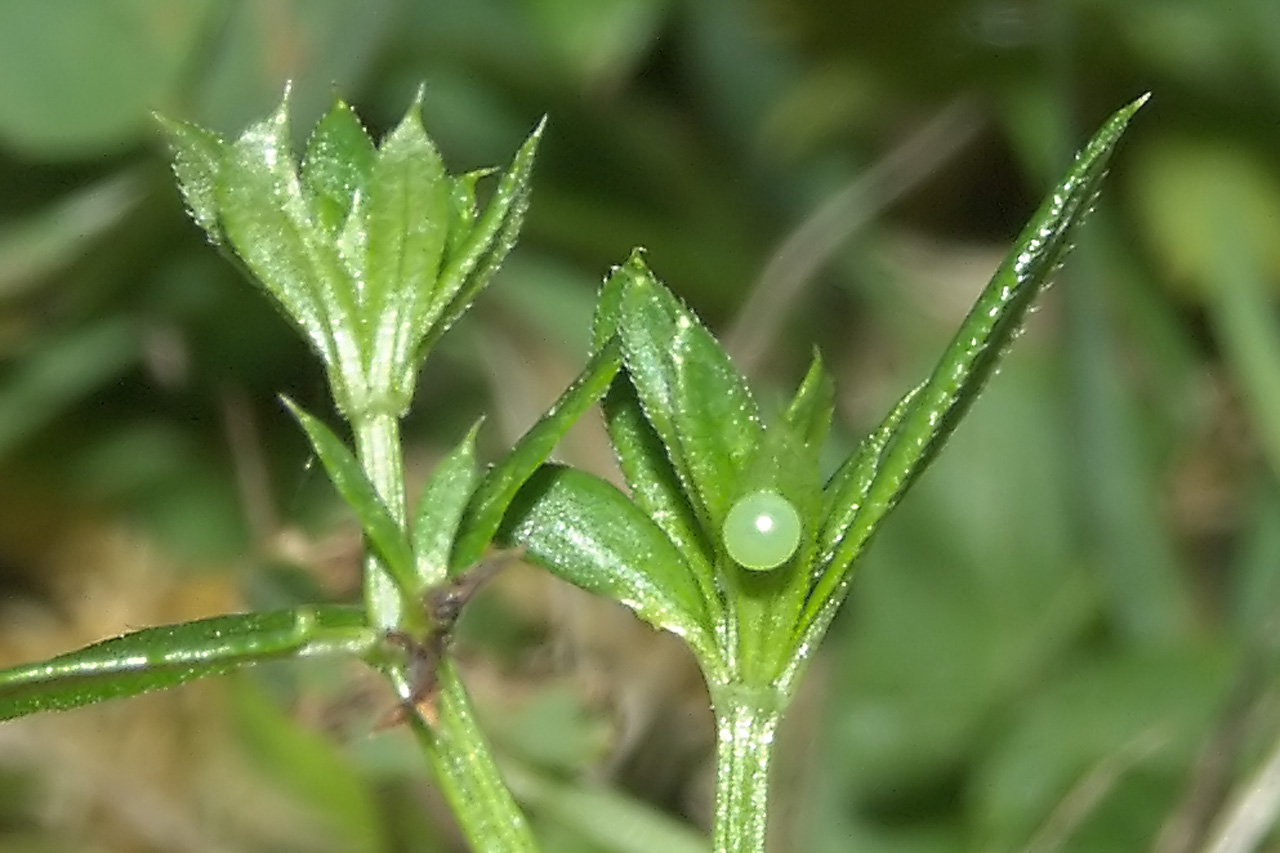
ägg
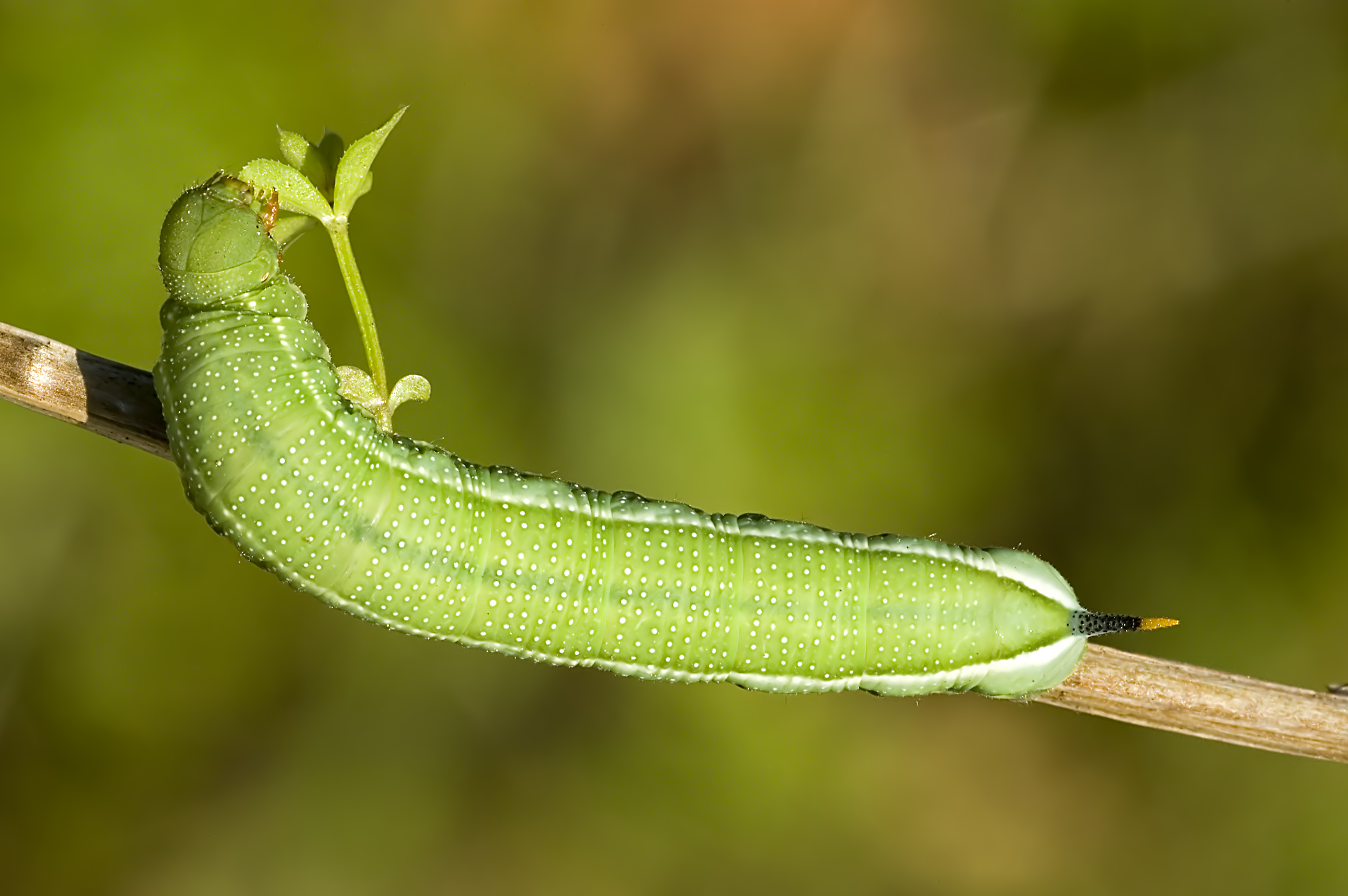
larv
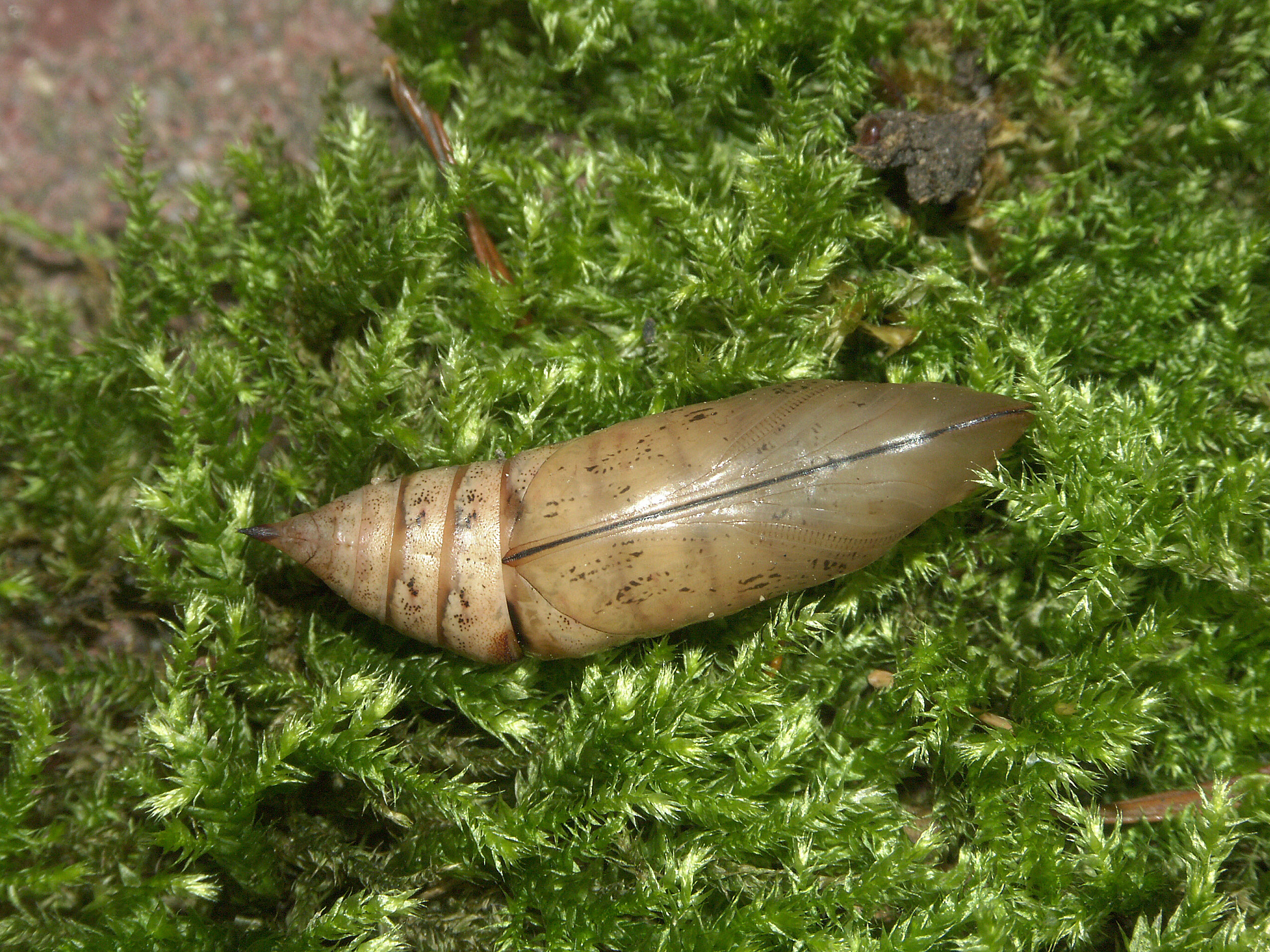
puppa
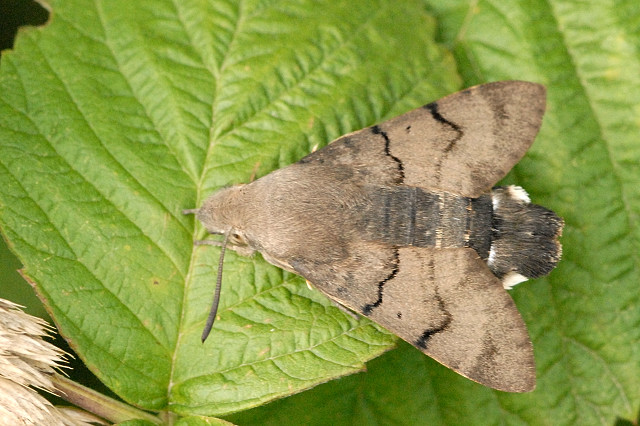
fullt utvecklad, imago, fjäril

## Galleri

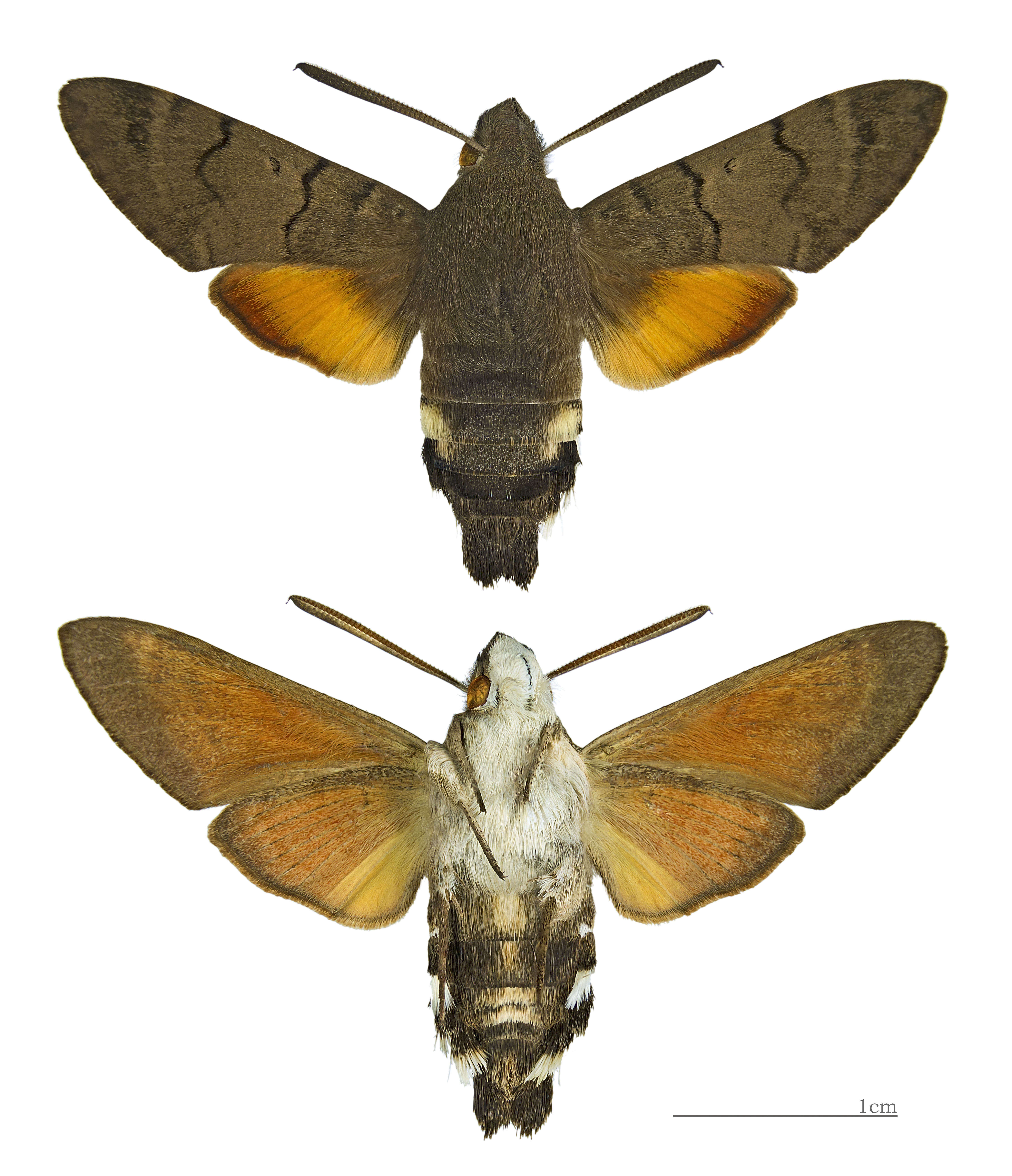
Över- och undersida.
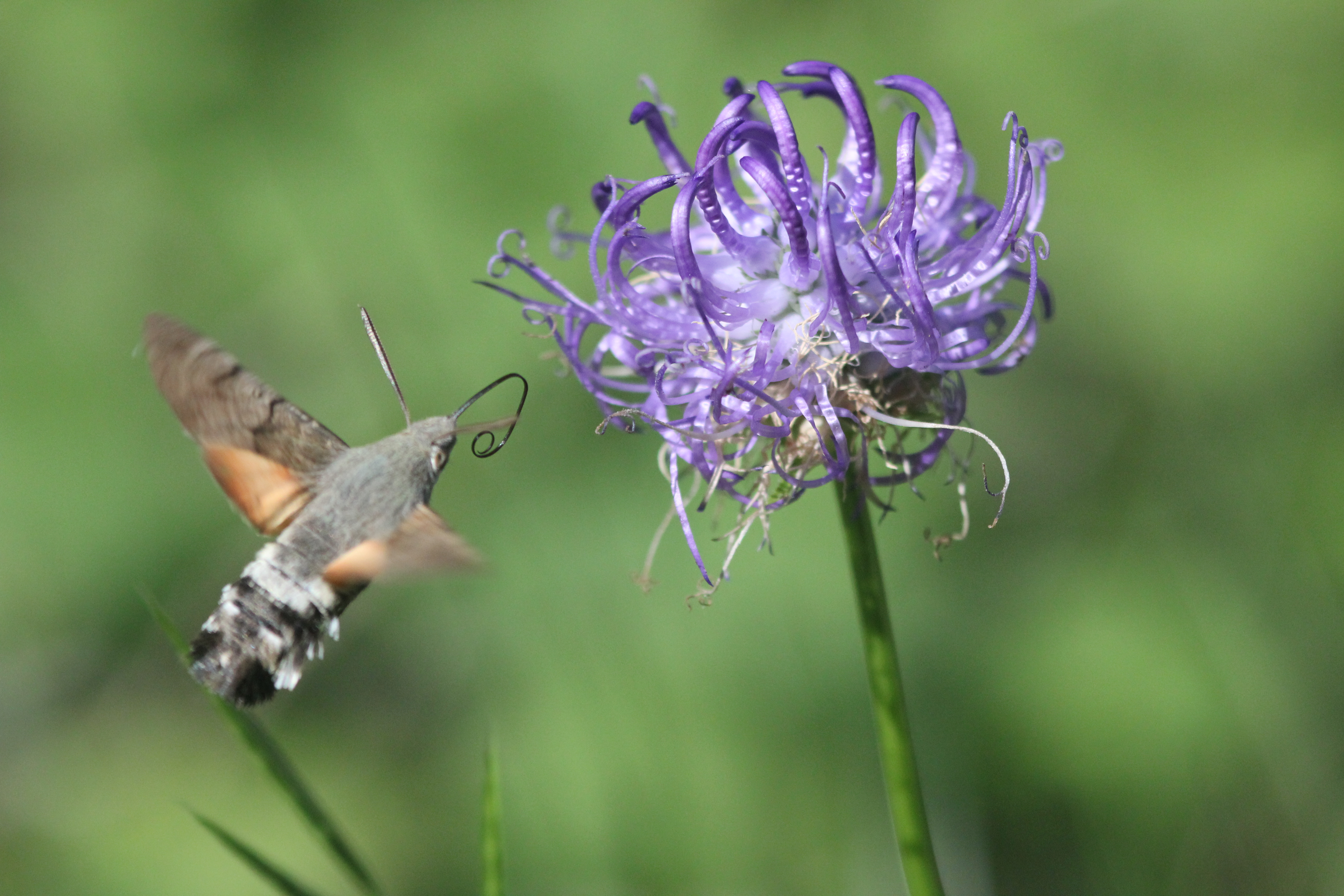
Macroglossum stellatarum.
- Video som visar hur den suger nektar medan den hovrar.